# Amazonas (brazilska savezna država)
Amazonas je najveća federalna brazilska država. Obuhvaća preko milijun i pol četvornih kilometara uglavnom obraslih gustom i dobrim dijelom neprohodnom šumom, u kojoj obitava više od 250 vrsta sisavaca, 2000 ribljih i 1100 ptičjih vrsta. Smještena je u sjevernom dijelu Brazila, a granice dijeli sa susjednim brazilskim državama Roraima, Pará, Mato Grosso, Rondônia i Acre, te s Peruom, Kolumbijom i Venezuelom. Ime je dobila po rijeci Amazoni, glavnoj arteriji cijelog područja, a rijeka nosi ime koje asocira na mitsko pleme žena-ratnica (Amazonke), što je pak zasluga španjolskih doseljenika. 
Po podatcima iz 2007. na teritoriju Amazonasa te je godine živjelo 3351000 ljudi, a gustoća naseljenosti je bila 2,1 stanovnik po četvornom kilometru.
Službeni jezik je portugalski, a znanje španjolskog i engleskog se podrazumijeva kad je riječ o akademski obrazovanim Amazoncima.
Glavni grad je Manaus, središte kulturnog i gospodarskog života cijelog područja.

## Galerija
- Zalazak sunca u Rio Negro
- Brazil je najviša planina, Pico da Neblina
- Jaú Nacionalni Park
- Amazonska prašuma
- Rijeke Amazona
- vrsta majmuna porijeklom iz Amazone, pod nazivom Bijeli-Wacary
- Grad Manaus, glavni grad države Amazonas
- kazalište Amazonas u Manaus

## Stanovništvo

### Indijanci
Abacaté, Abacaxi, Abaicu, Aí-tapuio, Aiçuare, Akanga-Piranga, Alaruá, Amena-Diapá, Andiras, Anhagatí-ninga (Anhangatininga), Anibá, Apairandé, Apiaká (Apiacá, Apingui, Tapê-iting), Apurinã (Ipurina), Aracadaini, Arapáso, Arara do Amazonas, Arara-tapúya, Araraibo, Arauakí (Aruaqui), Arawá, Arawak, Arihini-Baré, Aripuaná, Asawinawí, Atroari, Aukuruí, Awádzurunai, Awakatxí, Bahuána (Pootarí), Banavá-Jafi, Baníwa, Baníwa do Içana, Bará (Makú Bará), Barasána (Bará, Barasano, Pokanga, Pokanga-tapuia), Baré, Barururu, Baua, Bauna, Ben-Diapá, Betóya, Boanari (Bonarí), Buhágana, Buiarua, Burué, Cabinari, Cachapan, Cacygara, Cauiria, Chipará, Culina, Curacirari, Cuximiraíba, Cuxixiniary, Demakuri, Deni, Desana, Epamaçã, Guahajaribo, Guaharibo (Shirisana, Xirixaná), Guaipina, Guanarú, Guanavena, Guariba, Guaríua (Cuiria), Guayoana, Guianaú, Heuadiê, Himarimã, Hixkaryana, Hohodene (Huhuteni), Hon-Diapá, Hupdá, Ibanoma, Ihini-Baré, Imainauan, Ingarikó, Irurí, Issé, Itipuna, Iuaparé (Ivaparé, Aré), Jakareguá, Jarawara, Jaúna, Júma, Juriti (Wahyara, Juriti, Yurutí-tapúya), Kabokena, Kaburisêna, Kadekili-Diapá, Kadiú-Diapá, Kafuâna, Kaha-Diapá, Kanamanti, Kanamari, Kapaná, Kapuêna, Karafawyana, Karaguâna, Karahiarü (Caríai), Karapanã, Karará (Karatá.Yána), Kararueni, Karútana, Katarioni, Katawixi, Katoayari, Katuena, Katuixi (Katawisí), Katukina (Katukina do Jutaí), Katukina do Juruá, Kauni, Kaupúna, Káwa-tapúya, Kawakáwa, Kawauri, Kaxarari, Kayuisana, Kokama, Komani (, Korêkarú, Koripáka, Korokoró-Tapuya, Koronáwa, Korubo, Kuatí-tapúya, Kubéwa (Cubeo), Kueretú, Kulina Pano, Kumayari, Kuniba (Konibo), Kuri, Kuria, Kuriató, Kuruawá-Tapuia, Kustanáu, Kutiá-diapá, Kutxiuára, Kuxiíta, Makú, Maku Dow (Dow), Mamori, Manao, Manatanauý (Manatanawý), Mandawaka, Manititâna (Manitivitana), Marabitana (Maripisana, Maribitâna), Maraguá, Marajona, Marawá, Mariaté, Marima, Marimam (Marimã), Maripá, Marö-Diapá, Marubiu, Marubo, Marukuevêne, Masarari, Matanawí, Matís, Matsés, Mauá-tapuia, Máulieni, Mawaiâna (Mawayana, Mauaiana), Mawé, Mayá, Mayapêna, Maynés, Mayu, Mazarines, Mepurí, Micura-tapuia, Mirânia (Miranha), Miriti (Neenoã), Morerebi, Morua, Munduruku, Mura, Mutuan, Nadêb, Nauna, Nhumaciára, Omágua, Onikoré, Orokotó, Padauari, Páka-Tapuya, Pakú-tapúya, Pakidái, Pama, Pamana, Papateruana, Paraimanari, Paraiuára-Tapuia, Paraparixana (Paranapixana), Parawa, Pariana, Pariki, Parintintin, Pariri-Arara, Pariuare-tapuia, Pariwáya, Passé, Pato-Tapúya (Ipeca, Ipeca-tapuia), Pauki, Paumari, Pauxiâna, Pawâna, Peras, Periquitos, Pira-tapúya, Pirahã, Piranya, Piruca-Nurá, Pisá-Tapuya, Sewaku, Simarunan, Sipó (Cipó), Siusi-Tapuya, Sukuriyú-tapúya, Sumaniry, Surára, Suriána (Sarirá, Surirá, Suryena), Tagari, Taipe-Xixí, Tapiíra-tapúya, Tariána, Tarumá, Tatú-tapúya (Tatu-Tapuia, Adzáneni, Azáneni), Tawarí, Tenharin, Tobatxâna, Torá, Tororí, Trapajosos, Tsunhum-Djapá (Tsohom Djapá), Tukano, Tukara, Tukun-Düapá, Tukúna (Tikuna), Tupi-Kawahib, Tupinambarana, Tuxináwa, Tuyúka, Txunhuã-djapá, Uaupé, Uiriná, Urubú-diapá, Urubú-tapúya, Urumanáwe, Ururu-dyapá, Usá-Tapúya, Viatan, Wadyo-parani-dyapá, Waiká, Waikino, Waimiri, Waimiri Atroari, Wainamarí, Wairúa, Waiwái, Wanana, Wanumá, Waraikú, Warekena (Arekêna, Uarequena, Uerequena, Werekena), Wasabü, Wauwarate, Wáya, Wayampi (Oyampi), Wayana (Oyana), Witoto (Uitoto, Huitoto), Xamatari, Xaranáwa, Xereu, Ximaniry, Yabaana, Yabuti-Txitxi, Yaguanai, Yahúp, Yamamadi, Yanomami, Yauaperá, Yaúna, Yawareté-tapúya, Yi-Tapuya, Yibóya-tapúya, Yoemamái, Yuberí, Yufíwa, Yumána, Yupuá, Yuri, Yurimagua, Yurupari-tapúya, Zapukáya, Zoró, Zuana, Zurina, Zuruahă, Zuwihi-madiha.

## Vanjske poveznice
- Službena stranica